# パセオ470

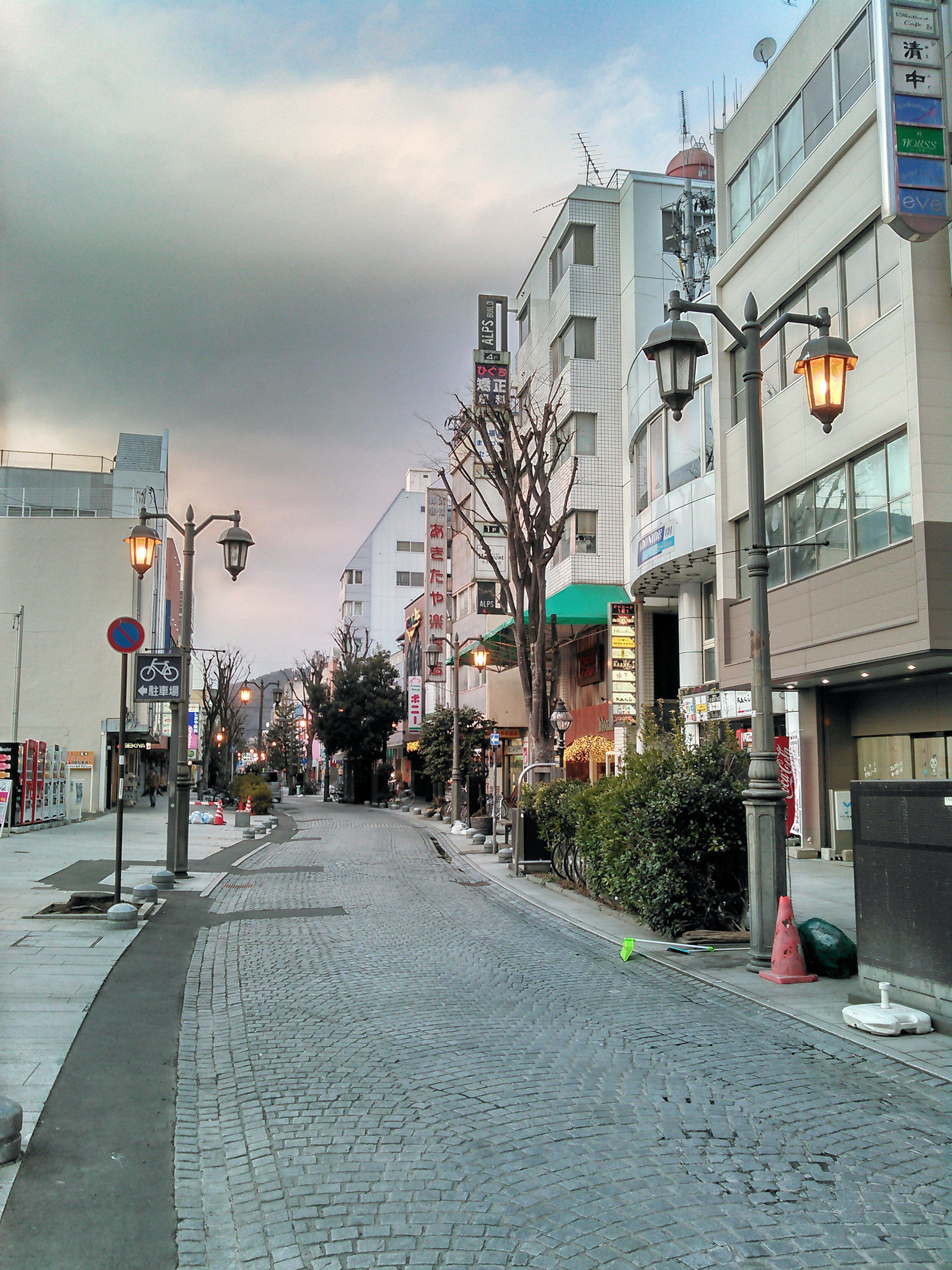
パセオ470

パセオ470（ぱせおよんななまる）は、福島県福島市本町の本町交差点から万世町に至る470mの道路および商店街の名称。正式名称は、福島市道中町・御山町線。

## 概要
「すずらん通り」をボンエルフ式道路（コミュニティ道路）に改装する工事が1987年に開始され、1989年3月に完成した。御影石のタイルや石畳が一面に敷き詰められ、車速抑制のため車道部分は緩やかに蛇行してハンプも設置され、歩道にはベンチ・街灯・街路樹・彫刻が設置されるなど、「歩車共存道路」の設計となっている。このような道路設計思想を端的に表すため、スペイン語で散策という意味がある「パセオ」に改称された。一方で、福島稲荷神社例大祭など連山車の運行の際、車輪の破損の可能性があるために関係者にとって緊張が続く通りに変化した。
すずらん通り時代の昭和30年代前半まで、国道13号に指定されていた時期があった。
現在の本町交差点からレンガ通りとの交差点の間は、かつては国道4号であった。南から見て当時の国道は、レンガ通りへ右折していた。
名称の「470」は道路の全長に由来する。道路の幅員は15m。車道は1車線で、南から北に向かう一方通行。
2021年7月、パセオ通りのリニューアル工事が完了した。車道は石畳舗装からブロックを敷き詰めた舗装となり、歩道との段差が解消された。歩道には誘導表示「点字シート」も設置した。車止めを取り外し可能に変更したほか、荷さばきスペースを２カ所増設し、サークルベンチも新しくした。フラワーバスケットやプランターを設置し、花も楽しめる「フラワーロード」の演出も施した。

## 商店街
商店街の祭りとしては、春に花見山公園の花見に関連して「花コンテスト」、夏に「福島七夕まつり」、冬に「光のしずくプロジェクト（パセオ470・並木通りイルミネーション）」などが開催される。

## 施設
- まちなか広場（福島本陣跡）
- 常陽銀行福島支店
- みずほ銀行福島支店
- 北日本銀行福島支店
- パセナカミッセ
  - FM POCO本社（パセナカミッセ 1F）